# Oortsche Rotationsformeln

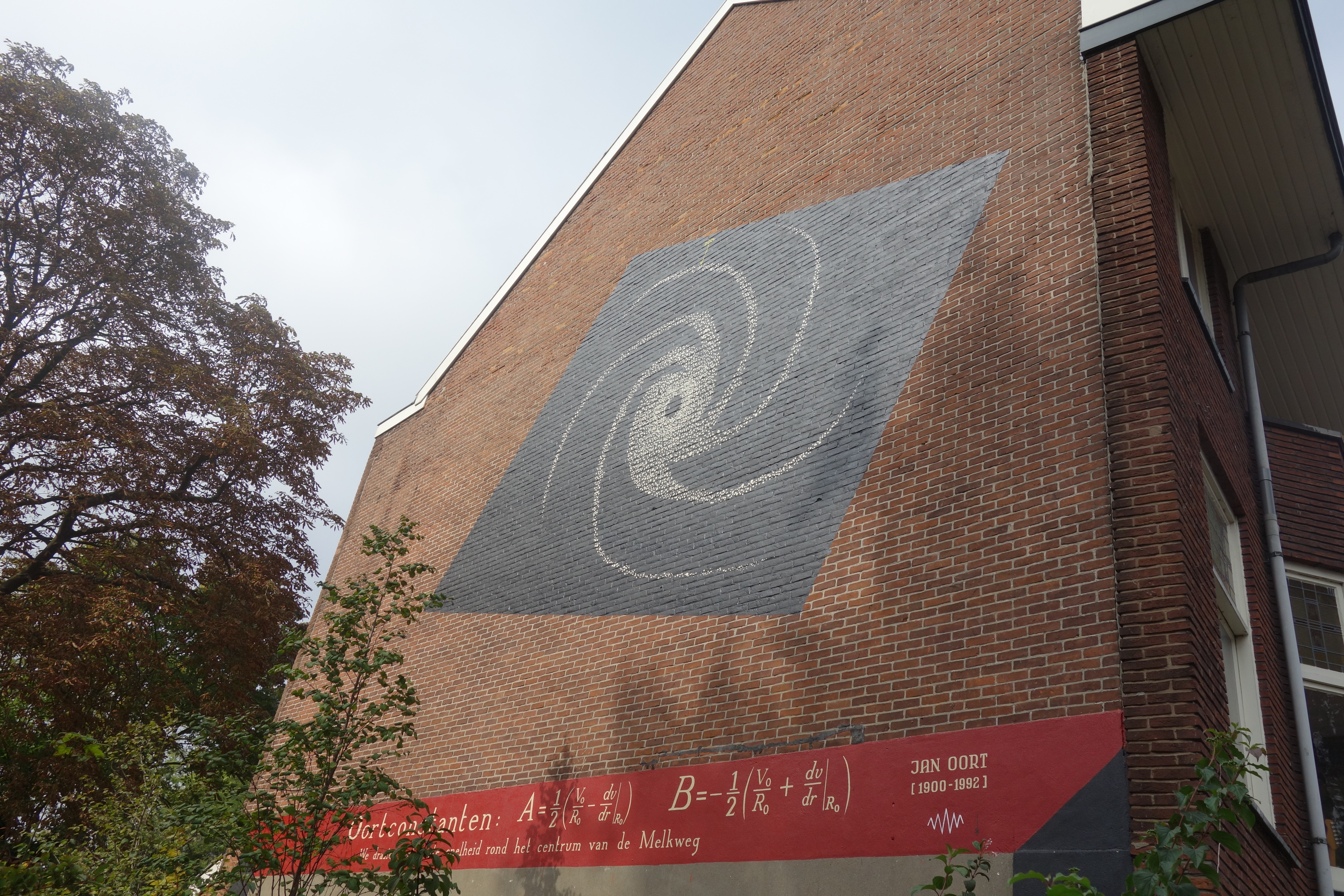
Oortsche Rotationsformeln in Leiden

Die oortschen Rotationsformeln für die differenzielle Rotation des Sternsystems der Milchstraße wurden vom holländischen Astronomen Jan Hendrik Oort (1900–1992) entwickelt.
1927 gelang Oort der Nachweis der Rotation unserer Galaxis. Mithilfe der Stellarstatistik betrachtete er die Sterne in der Sonnenumgebung und beschrieb die differenzielle Rotation der Spiralarme. Wesentlicher Untersuchungsgegenstand war dabei die räumliche Verteilung von Radialgeschwindigkeiten und Eigenbewegungen.
Da die Sterne nicht genau der differenziellen Rotation der Milchstraße folgen, sondern zusätzliche Pekuliargeschwindigkeiten haben, gelten die oortschen Rotationsformeln nicht für jeden einzelnen Stern, sondern nur im Mittel über viele Sterne (Abbildung 2).

## Formulierung

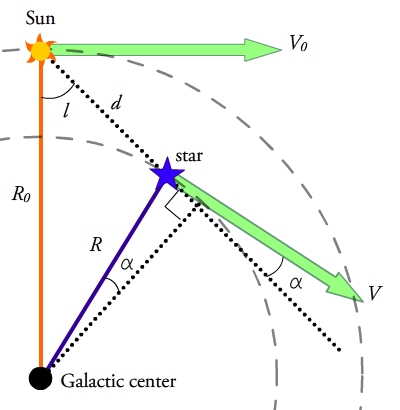
Abbildung 1: Geometrie in der Rotationsebene der Milchstraße

Die oortschen Rotationsformeln lauten:
{\displaystyle v_{\text{r}}\approx A\cdot R\cdot \sin(2l)}            für die Radialgeschwindigkeit eines Sterns (auf die Sonne zu bzw. von ihr fort) und
{\displaystyle EB\approx A\cdot R\cdot \cos(2l)+B\cdot R} für die Eigenbewegung eines Sterns (genauer: ihre Komponente in der Rotationsebene der Milchstraße)
mit {\displaystyle l} für die galaktische Länge des Sterns und {\displaystyle R} für seine Entfernung von der Sonne, sowie mit den oortschen Konstanten (aktuelle Zahlenwerte, ermittelt aus den Ergebnissen von Hipparcos)
{\displaystyle A={\frac {1}{2}}\left({\frac {V_{0}}{R_{0}}}-\left.{\frac {\mathrm {d} v}{\mathrm {d} r}}\right|_{R_{0}}\right)\approx (+14{,}8\pm 0{,}8)\,\mathrm {km/s/kpc} } (Scherung) und
{\displaystyle B=-{\frac {1}{2}}\left({\frac {V_{0}}{R_{0}}}+\left.{\frac {\mathrm {d} v}{\mathrm {d} r}}\right|_{R_{0}}\right)\approx (-12{,}4\pm 0{,}6)\ \mathrm {km/s/kpc} }      (Wirbelstärke)

## Interpretation

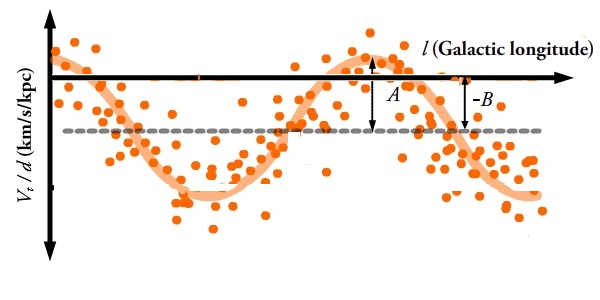
Abbildung 2: Doppelwelle der Eigenbewegung, ermittelt aus Beobachtungsdaten;
aufgrund des negativen Vorzeichens von muss die Kurve genaugenommen um nach unten verschoben sein,
vgl.

Radialgeschwindigkeit und Eigenbewegung beschreiben über die 360° der galaktischen Länge jeweils eine Doppelwelle mit zwei Maxima und Minima (Abbildung 2).

### A + B
{\displaystyle A+B=-{\frac {\mathrm {d} v}{\mathrm {d} r}}{\Big |}_{R_{0}}\approx (+2{,}4\pm 1{,}4)\,\mathrm {km/s/kpc} ,}
d. h. die Rotationskurve {\displaystyle v(r)} der Milchstraße ist in Sonnennähe nahezu flach (leicht steigend).

### A - B
{\displaystyle A-B={\frac {V_{0}}{R_{0}}}\approx (+27{,}2\pm 1{,}4)\,\mathrm {km/s/kpc} }
ist die Winkelgeschwindigkeit {\displaystyle \Omega _{0}} für die Rotation der Sonne um das Zentrum der Milchstraße.
Dies entspricht einer Umlaufzeit der Sonne um das Zentrum der Milchstraße von {\displaystyle T_{0}={\tfrac {2\pi }{\Omega _{0}}}\approx 230\cdot 10^{6}} Jahren (d. h. 230 Millionen Jahren), auch galaktisches Jahr genannt.
Mit dem Abstand {\displaystyle R_{0}\approx 8\,\mathrm {kpc} } der Sonne vom Zentrum der Milchstraße ergibt dies für die Sonne eine Umlaufgeschwindigkeit {\displaystyle V_{0}\approx 220\,\mathrm {km/s} }, was relativ gut mit anderen Beobachtungsdaten übereinstimmt.
Andersherum kann aus {\displaystyle A-B} auch die Entfernung {\displaystyle R_{0}} der Sonne vom Zentrum der Milchstraße bestimmt werden. Dazu muss die Geschwindigkeit {\displaystyle V_{0}} der Sonne relativ zu Objekten bekannt sein, die nicht der Rotation der Milchstraße folgen (z. B. Kugelsternhaufen).